# Preben Lange
Preben "Peri" H.M.B. Lange (født 17. marts 1948 i Ujarasussuk, død 3. januar 2013) var en grønlandsk politiker (Siumut) og lærer.
Preben Lange var søn af udstedsforvalter Knud Lange (død 1980) og hustru Rakel Petersen (død 1963).
Han gik på efterskolen i Aasiaat fra 1963 til 1964 og derefter indtil 1968 på Realskolen i Nuuk, hvor han var formand for elevrådet. Fra 1968 til 1969 gik han på Esbjerg Højskole i Esbjerg og studerede derefter på Grønlands Seminarium i Nuuk indtil 1973, inklusive et studieår i Vordingborg på Vordingborg Seminarium fra 1971 til 1972. Derefter blev han ansat som lærer i Qasigiannguit. Fra 1974 til 1979 var han redaktør af den lokale avis Qaqqarsuaq.
I 1979 stillede han op til det første valg til Landstinget efter hjemmestyrets indførelse og blev som 31-årig valgt ind som det yngste medlem af parlamentet. Han stillede også op til folketingsvalget i 1979 og blev valgt ind i Folketinget. Han blev genvalgt ved folketingsvalget i 1981. Han blev genvalgt til Landstinget ved valget 1983. Han blev igen genvalgt ved folketingsvalget i 1984 og landstingsvalget i 1984. Ved landstingsvalget i 1987 blev han valgt til Landstinget for fjerde gang i træk, mens han ved folketingsvalget i 1987 blev slået af sin partifælle Hans Pavia Rosing. Ved landstingsvalget i 1991 lykkedes det ham ikke at få en plads og han forlod også det grønlandske parlament. Han stillede efterfølgende ikke op til valg.
Han var medlem af Nordisk Råd fra 1984 til 1991 og formand for Vestnordisk Råd fra 1988 til 1991.
Da han forlod Folketinget i 1987, blev han igen lærer i Qasigiannguit. Fra 1997 var han fritidsinspektør i Qasigiannguit. Senere var han lærer i Paamiut. Han døde i begyndelsen af januar 2013 i en alder af 64 år.